# Rejon starowyżewski
Rejon starowyżewski – były rejon obwodu wołyńskiego Ukrainy.
Został utworzony w 1940, jego powierzchnia wynosiła 1121 km², a ludność rejonu liczyła ponad 30 tysięcy osób.
Na terenie rejonu znajdowały się: jedna osiedlowa rada i 19 silskich rad, obejmujących w sumie 46 miejscowości. Siedzibą władz rejonowych była Wyżwa Stara.

## Miejscowości rejonu starowyżewskiego
- Borzowa (Борзова)
- Bródki (Брідки)
- Brunetówka (Брунетівка)
- Bucyń (Буцин)
- Chociwi (Хотивель)
- Czeremszanka (Черемшанка)
- Czewel (Чевель)
- Dubeczno (Дубечне)
- Głuchy (Глухи)
- Grabów (Грабове)
- Halinowola (Галинa Воля)
- Huta Stara (Стара Гута)
- Jarewiszcze (Яревище)
- Komorowo (Комарове)
- Krymno (Кримне)
- Kukuryki[2] (Кукуріки)
- Leśniaki (Лісняки)
- Lubochiny (Любохини)
- Ludka (Лютка)
- Mielniki (Мельники)
- Mielce (Мильці)
- Mokre (Мокре)
- Myzowo (Мизове)
- Nieci (Ниці)
- Nowa Wolia (Boża Wola, Новa Воля)
- Paryduby (Паридуби)
- Podsynówka (Підсинівка)
- Poliske (Piaseczno, Поліське)
- Rokita (Рокита)
- Rudka (Рудка)
- Rudnia[3] (Рудня)
- Serechowicze (Сереховичі)
- Siedliszcze (Седлище)
- Siekuń (Секунь)
- Siomaki (Сьомаки)
- Skroby (Шкроби)
- Smidyn (Смідин)
- Smolary (Смолярі)
- Sokoliszcze (Соколище)
- Sołowjewo (Солов'ї)
- Sukacze (Сукачі)
- Synowo (Синове)
- Szajno (Журавлине)
- Tekla (Текля)
- Wyżwa Nowa (Нова Вижва)
- Wyżwa Stara (Стара Вижівка)
- Zalucie (Залюття)

nieistniejące
- Osowa